# شهرستان مونتگومری (تگزاس)
شهرستان مونتگومری، تگزاس (به انگلیسی: Montgomery County, Texas) یک سکونتگاه مسکونی در ایالات متحده آمریکا است که در تگزاس واقع شده‌است.

## خصوصیات
شهرستان مونتگومری ۲٬۷۸۹٫۴۳ کیلومترمربع مساحت دارد. This county has a big subdivisions  including The woodlands and Conroe, Both of them are biggest towns in the Montgomery county